# Urbanodendron bahiense
Urbanodendron bahiense es una especie de planta con flor en la familia Lauraceae. 
Es endémica de Brasil. Está amenazada por destrucción de hábitat, y prácticamente no se la ha vuelto a observar desde 1959, cerca de Río de Janeiro. La ocurrencia en Bahia es incorrecta.